# Mustafa Reşid Pascha

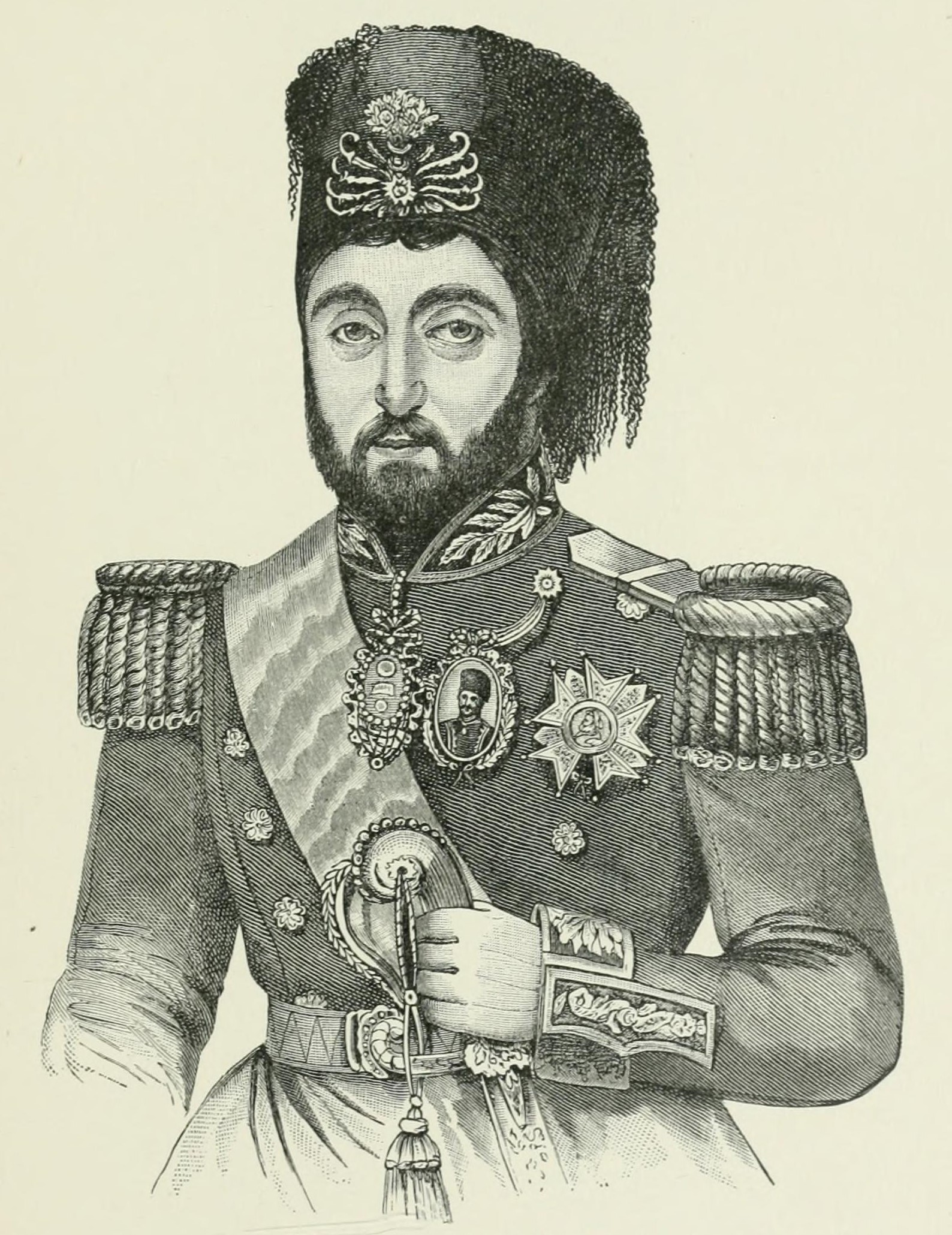
Mustafa Reşid Pascha

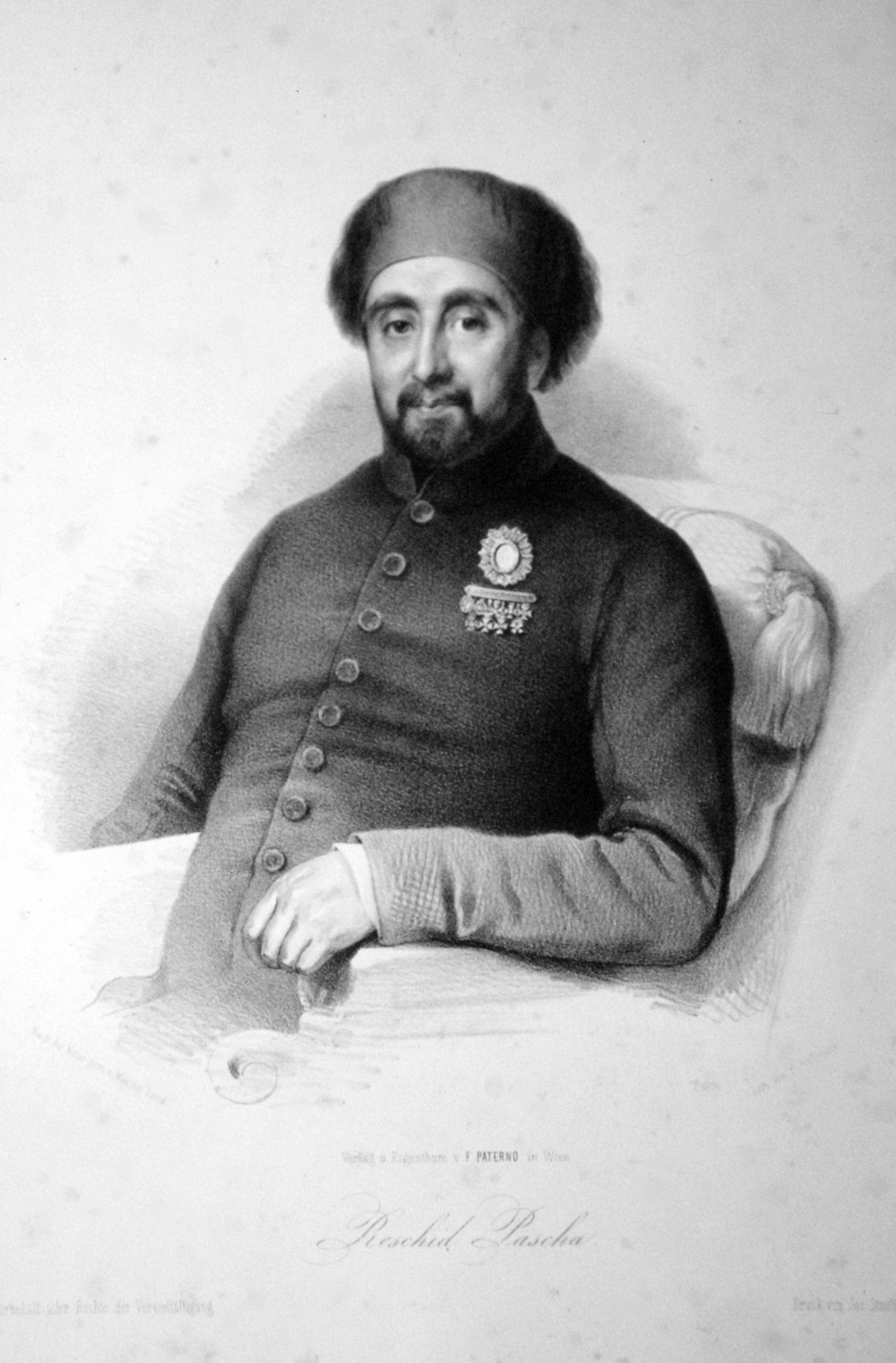
Mustafa Reşid Pascha, Lithographie von Rudolf Hoffmann nach Maxim David

Mustafa Reşid Pascha (Schreibweise auch Mustafa Reshid Pasha oder osmanisch مصطفی رشید پاشا Mustafa Reşid Paşa, * 13. März 1800 in Istanbul; † 17. Dezember 1858, andere Quellen: 7. Januar 1858) war ein osmanischer Staatsmann und Diplomat der Reformzeit.

## Leben
Reşid trat früh dem öffentlichen Dienst bei, da er 1820 im Departement des Auswärtigen Ministeriums eine Anstellung als Berichterstatter erhielt. Nachdem er 1833 an den Verhandlungen zum Vertrag von Kütahya beteiligt war, wurde er 1834 erst Botschafter in Paris, 1836 dann in London und im November 1837 schließlich Außenminister. Infolge der Gegenbestrebungen der alttürkischen Partei wurde er im Herbst 1838 plötzlich entlassen und ging als außerordentlicher Gesandter des Sultans nach London, Berlin und Paris, wo er die Interessen der Pforte dem Vizekönig von Ägypten gegenüber vertrat.
Reşid war Mitglied einer Freimaurerloge in London und sprach selbst Französisch und Englisch.
Nach Sultan Mahmuds II. Tod am 1. Juli 1839 wurde er von der Mutter des neuen Sultans Abdülmecid nach Konstantinopel zurückberufen und übernahm am 5. September abermals das Auswärtige Ministerium. Auf sein Betreiben hin wurde am 3. November 1839 der hatt-ı şerif von Gülhane erlassen. Serailintrigen führten im März 1841 seinen Sturz herbei, worauf er im Juli wieder als Gesandter nach Paris ging. Im Januar 1843 von da abberufen, wurde er, vom Sultan als Verächter des Türkentums verdächtigt, als Statthalter nach Adrianopel verbannt, nahm die Stellung aber nicht an, sondern kehrte nach Paris zurück.
Nach dem Sturz Riza Paschas Ende 1845 wurde er zunächst wieder Minister des Auswärtigen Amts und 1846 schließlich Großwesir (Bedeutung ab 1922 und bis heute: Ministerpräsident), ein Amt, das er unter Abdülmecid bis 1857 sechs Mal innehatte.
Als Großwesir führte er diverse Reformen in den Bereichen Rechtssystem, Bildung und Administration durch:
- Verbot von Folter und Sklaverei
- Einführung gemischter Handelsgerichte im Jahr 1847
- Übernahme eines Handelsgesetzbuchs aus Frankreich im Jahr 1850
- die Reform von Verwaltungsvorschriften
- Maßnahmen gegen Vetternwirtschaft[1]
- Einführung der Mittelschule Rüştiye / رشديه
- Gründung der Gelehrtengesellschaft Encümen-i Daniş durch Erlass im Jahr 1851
- Gründung des „Hazine-i Evrak“ / خزينه اوراق, des heutigen Osmanischen Archivs durch Erlass im Jahr 1846[5]

Zwischenzeitlich amtierte Reşid Pascha ab Mai 1853 noch einmal als Außenminister und förderte in dieser Funktion die antirussische Politik des Osmanischen Reichs. Intrigen auf französischer Seite führten dazu, dass er am 31. Juli 1857 zum Rücktritt gezwungen wurde. Am 22. Oktober 1857 wurde er dann wiederum zum Großwesir ernannt. Reşid Pascha war maßgeblich an der Einleitung einer grundlegenden Neuordnung der Verwaltung des Staates beteiligt, die als historischer Prozess Tanzimat mit der Osmanischen Verfassung 18 Jahre nach seinem Tod ihren Abschluss fand.
Mustafa Reşid Pascha starb 1858 im Alter von 58 Jahren durch einen Herzschlag.